# Domenico Brusasorzi
Domenico Riccio detto il Brusasorzi o Brusasorci (Verona, 1516 – Verona, 1567) è stato un pittore italiano di stile manierista, proveniente da Verona.
È considerato un precursore di Paolo Veronese e uno degli innovatori della pittura veronese del Cinquecento.

## Biografia
Dopo essere stato apprendista del padre Agostino (con il quale convisse nella contrada di S. Stefano a Verona), fu allievo di Giovan Francesco Caroto. Pur restando legato alla scuola veneziana, forti furono le influenze di Giulio Romano e di Primaticcio. Nel 1543 compare per la prima volta l'appellativo di Brusasorzi negli atti della locale Accademia Filarmonica (di cui divenne pittore ufficiale). Dal 1551 prestò la sua opera nel Municipio di Trento, di cui portò a compimento le decorazioni e gli affreschi. Nel 1556 lavorò ad una serie di decorazioni nel palazzo vescovile di Verona. Dopo questi lavori dipinse La cavalcata di Carlo V e Clemente VII nel Palazzo Ridolfi-Da Lisca, quindi la Madonna in gloria e due santi per la chiesa di San Pietro Martire a Verona nel 1566. Sue opere e affreschi si conservano anche nella chiesa di Santa Maria in Organo, a Palazzo Bevilacqua e nella Galleria degli Uffizi. A Palazzo Chiericati, in una sala dell'edificio palladiano, troviamo suoi affreschi, come testimonia lo stesso Palladio, «raffiguranti le bighe del sole e della luna e i segni dello zodiaco»
Fra i suoi pupilli vi furono Giovanni Battista Zelotti, Bernardino India, Paolo Farinati e il figlio Felice, la cui bottega divenne un punto di riferimento per l'arte a Verona fra Cinque e Seicento. Ebbe, oltre a Felice, altri due figli pittori: Giambattista e Cecilia.

## Opere

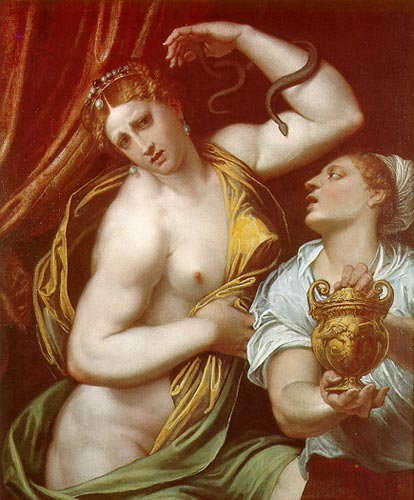
Domenico Brusasorzi, Cleopatra, Palazzo della ex Cassa di Risparmio di Cesena

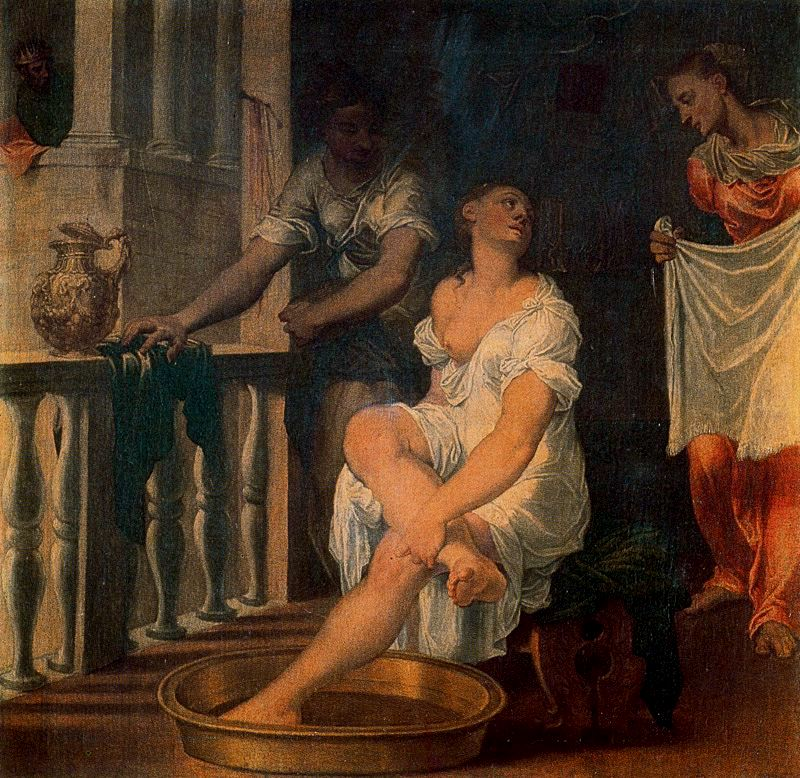
Domenico Brusasorzi, Betsabea al bagno

Alcune delle opere di Brusasorzi sono collocate in:
- Chiesa di San Giorgio in Braida, Verona
- Palazzo Fiorio della Seta (non più esistente): ciclo di affreschi superiori in piccola parte visibile presso il Museo degli affreschi Giovanni Battista Cavalcaselle, Verona
- Chiesa di Santa Caterina al Borgo, San Pietro di Morubio (Verona)
- Chiesa dei Santi Pietro e Mattia, Caldiero (Verona)
- Chiesa di Santo Stefano, Verona: Cristo portacroce (1547) e affreschi della cupola.
- Chiesa di Sant'Eufemia, Verona
- Chiesa di Santa Maria in Organo, Verona
- Palazzo Bevilacqua, Verona
- Palazzo Porto, Vicenza: la Caduta dei giganti (soffitto, affresco)
- Palazzo Ridolfi-Da Lisca, Verona
- Palazzo del Vescovado (Verona)[2]
- Seminario Vescovile di Verona.
- Villa Del Bene, Dolcè (Verona)
- Musei Civici, Pavia, Ritratto d’uomo in armatura[3].
- Villa Saraceno, Finale di Agugliaro (Vicenza)
- Basilica Palatina di Santa Barbara in Palazzo Ducale, Mantova: Il martirio di Santa Barbara (pala d'altare)
- Galleria degli Uffizi, Firenze
- Palazzo della ex Cassa di Risparmio di Cesena
- Accademia Tadini, Lovere